# Se opp för tåget
Se opp för tåget (engelska: The Brave Engineer) är en tecknad kortfilm av Walt Disney från 1950, baserad på bravaderna hos den legendariske lokföraren John Luther Jones, Casey Jones, berättad av radiokomikern Jerry Colonna.
Filmen visades och gick sen ett fåtal gånger i repris i SVT med Disneydags.

## Synopsis
Casey Jones var en av de bästa lokförarna som funnits och det är hans plikt att få sin last via tåg till sin destination i tid. Med en stor postsäck i lasten satte han av tidigt på morgonen i högsta fart, men längs banan väntade en rad besvärliga hinder på honom, såsom ett regnoväder, en ko på spåret och ett gäng tågrånare. Slutligen började hans lokomotiv att gå i bitar när han sprängeldade ångpannan. Men det värsta av allt var att, medan Casey försökte reparera sitt skenande lok under färden, var han på kollisionskurs med ett långt godståg som kom tuffande i motsatt riktning. Efter en förskräcklig krasch anade stinsen på slutstationen det värsta när Casey inte dök upp, men till hans glädje, kom vår tappre lokförare fram till sin destination till slut, helt blåslagen överallt och med sitt kära tåg helt i spillror, men med postsäcken i armarna, visade hans klocka att han kom i tid (nästan).

## Skillnader mellan tecknat och verklighet.
- The Brave Engineer beskrev olyckan nära Vaughan, Mississippi som en frontalkollision, med ett tåg ångade åt motsatt håll. I den riktiga olyckshändelsen smällde Caseys lokomotiv in i bromsvagnen, den bakre ändan, på godståget som stod fast på spåret på grund av en trasig luftbromsledning.

- Olyckan skedde i fullt dagsljus och klart väder i den tecknade filmen. Egentligen inträffade olyckan på natten i regnoväder.

- The Brave Engineer slutar med att Casey såg helt blåslagen ut efter kraschen, men fortfarande vid liv. Egentligen skadades Jones riktigt illa och överlevde inte olyckan.

- Caseys tåg i filmen bestod av en gul postvagn, en röd bromsvagn och ett färgglatt "Nummer 2"-lokomotiv i typ av en typisk Amerikansk Standard, frontboggi och fyra drivhjul, 4-4-0. Hans egentliga tåg på den ödesdigra resan var ett helt expresståg, Cannonball, och loket var "Nummer 382" och var i typ en "Ten-Wheeler", frontboggi och sex drivhjul, 4-6-0.

- Casey körde tåget på egen hand i filmen. Egentligen hade Casey Jones en afro-amerikansk eldare, Simeon "Sim" Webb, som var med honom till bara några få sekunder innan kraschen.

## Musik
Musiken arrangerades av Ken Darby och framfördes av hans band The King's Men.